# 小行星2339
小行星2339（2339 Anacreon）是一颗绕太阳运转的小行星，为主小行星带小行星。该小行星于1960年9月24日发现。
該小行星以古希臘詩人阿那克里翁命名。

## 轨道参数
小行星2339的轨道半长轴为2.5260035 UA，离心率为0.197。